# Kavčnik
Kavčnik je priimek v Sloveniji, ki ga je po podatkih Statističnega urada Republike Slovenije na dan 1. januarja 2010 uporabljalo 143 oseb.

## Znani nosilci priimka
- Ana Kavčnik Jamnik (*1992), kiparka, keramičarka ...
- Ivan Kavčnik (1858—1922), pravnik, predsednik deželnega sodišča v Ljubljani, sodnik na Dunaju
- Leon Kavčnik (1897—1991), metalurg, gospodarstvenik, publicist, obsojen na Nagodetovem procesu
- Nina Scortegagna Kavčnik, strokovnjakinja za delovno pravo
- Vladimir Kavčnik (1893—1985), diplomat
- Vilma Thierry (Vilma Kavčnik Thierry) (1890—1942), hrvaška operna pevka mezzosopranistka, tudi v Ljubljani